# Bolonjski hrvatski kolegij
Bolonjski hrvatski kolegij (službeni naziv: Collegium Hungarico-Illyricum — Ugarsko-hrvatski kolegij) bio je nacionalni odgojni zavod, odnosno sjemenište, u kojem su se školovali kandidati za svećenstvo iz Zagrebačke nadbiskupije.
Zavod je osnovao 1553. biskup Pavao Zondi po uzoru na rimski kolegij Germanicum-Hungaricum. Prvi rektor bio je zagrebački kanonik Stjepan Leporini (Zečić). Zgrada za stanovanje i odgoj kupljena je u središtu Bologne 1556. godine. U Zavodu je boravilo od 6 do 10 pitomaca koji su na gradskom sveučilištu studirali teologiju, pravo ili medicinu.
Krajem 17. stoljeća u zavodu je slikar Gioacchino Pizzoli naslikao freske na kojima su prikazani razni događaji iz hrvatske povijesti. Kolegij je ukinuo Josip II. 1781. godine.

## Poveznice
- Collegium Illyricum (Loreto), utemeljen 1580.
- Collegium Croaticum Viennense (Beč), utemeljen 1624.
- Ilirski kolegij u Fermu, utemeljen 1663.

### Mrežna sjedišta
- Bolonjski hrvatski kolegij. Hrvatska enciklopedija LZMK. Pristupljeno 22. srpnja 2025.

## Vanjske poveznice
Ostali projekti
|  | Zajednički poslužitelj ima još gradiva o temi Bolonjski hrvatski kolegij |